# Jacques Laffitte
Pour les articles homonymes, voir Laffitte.
Pour l’article ayant un titre homophone, voir Jacques Laffite.
Jacques Laffitte est un banquier et homme d'État français né le 24 octobre 1767 à Bayonne et mort le 26 mai 1844 à Paris.
Jacques Laffitte connut une ascension rapide dans le monde de la banque qui le conduisit jusqu'au poste de gouverneur de la Banque de France. Député libéral, il participa à la révolution de Juillet en 1830 et devint président du Conseil de Louis-Philippe Ier.

## Biographie
Jacques Laffitte naît à Bayonne dans le Labourd (aujourd'hui dans les Pyrénées-Atlantiques) le 24 octobre 1767, l'un des dix enfants (quatre fils et six filles) de Pierre Laffitte († 1789), maître charpentier à Bayonne, et de Etiennette Rogère. Les origines de sa famille sont modestes.
Il est le frère de Martin Laffitte, homme d'affaires, député, et de Jean-Baptiste Laffitte (1775-1843), qui de son mariage avec Antoinette Louise Lefebvre-Desnouettes, eut Charles Laffitte, banquier.
Après de courtes études, Jacques Laffitte devient d'abord, à douze ans, apprenti charpentier auprès de son père, puis, pendant deux ans, troisième clerc chez un notaire de Bayonne. Enfin, à quatorze ans, il est placé comme commis chez Pierre Formalaguès, créole de Saint-Domingue devenu armateur, négrier et négociant de cette ville.

### Une carrière de banquier
En 1788, à l'âge de vingt-et-un ans, il vient à Paris, muni d'une lettre de recommandation de son patron, pour solliciter un modeste emploi de commis dans les bureaux du banquier Jean-Frédéric Perregaux (1744–1808). La Banque Perregaux devait devenir, en raison de ses relations avec l'étranger, la banque du Comité de salut public, et Perregaux, qui avait su se placer convenablement après le 18-Brumaire, l'un des conseillers financiers de Napoléon Bonaparte.
Laffitte est embauché pour tenir les livres de comptes, il fait preuve de remarquables qualités et manifeste de réelles aptitudes pour le métier de la banque. D'un caractère liant, vif et gai, doué d'une grande capacité de travail et d'un esprit clair et net, il connaît une ascension rapide.
Perregaux lui permet de progresser et lui confie des responsabilités de plus en plus importantes.
En 1790, ses appointements sont portés à 3 000 francs et, en frimaire an II, il est intéressé aux bénéfices et nommé assesseur du juge de paix de la section du Mont-Blanc.
Pourtant, en nivôse an VI, il se plaint à Perregaux « d'avoir perdu, semble-t-il, la confiance de [son] patron, qui [le] laisse dans un emploi secondaire, ce qui va [l]'obliger à [le] séparer de lui et à accepter l'offre qu'on [lui] fait de [l]'associer dans une maison de banque ». Cette lettre eut son effet puisque Perregaux fait de Laffitte, le 23 février 1806, son associé dans la Sté Perregaux et Cie, avec un quart du capital. Mais en raison de la mauvaise santé de Perregaux, une nouvelle société est constituée le 29 décembre 1807 pour une durée de dix ans : Perregaux, Laffitte et Cie.
Laffitte, désigné par Perregaux comme son exécuteur testamentaire, détient 50 % du capital social et devient directeur-gérant, tandis que 25 % allaient à Perregaux fils, commanditaire et 25 % à la fille de Perregaux, commanditaire. Pendant dix ans, Laffitte gère seul cette maison qui devient vite la première banque de Paris et l'une des plus puissantes banques européennes.
Le 19 janvier 1809, Laffitte devient régent de la Banque de France prenant la place de Perregaux après le décès de celui-ci. Il conserve cette fonction jusqu'en 1831. Il est en même temps juge au tribunal de commerce de la Seine (1809) et devient président de la chambre de commerce (2 mai 1810 au 14 mai 1811). Le 6 avril 1814, après la chute de l'Empire, il est appelé par le gouvernement provisoire aux fonctions de gouverneur « provisoire » de la Banque de France, qu'il occupera jusqu'en 1820, date à laquelle il est remplacé par Gaudin, duc de Gaète. Il aura l'élégance de refuser le traitement attaché à ce poste.
Napoléon Ier lui aurait dit : « Je vous connais Monsieur Laffitte, je sais que vous n'aimez pas mon gouvernement, mais je vous tiens pour un honnête homme ».
Laffitte eut l'occasion de le démontrer en rendant service à tous les gouvernements successifs. Sous la Première Restauration, il souscrit de ses propres deniers une somme considérable pour couvrir les frais de la contribution de guerre exigée par les Alliés et, lorsque Napoléon débarque de l'île d'Elbe, il procure des fonds importants à Louis XVIII. C'est pourtant dans sa maison de banque que Napoléon, en prenant le chemin de l'exil, dépose une somme de 6 millions.
Après Waterloo, lorsque le gouvernement provisoire demande à la Banque de France de prêter l'argent nécessaire au paiement des arriérés de solde de l'armée impériale, Laffitte s'y oppose et avance la somme de 2 millions nécessaire sur ses propres fonds. Quelques jours plus tard, il avance et garantit presque entièrement la nouvelle contribution de guerre exigée par la Prusse.
En 1818, il sauve une fois de plus la place de Paris d'une crise financière, alors que la bourse était impuissante à faire sa liquidation : il achète pour 400 000 francs de rentes et les paye, mettant un terme à la panique.
Laffitte est alors à la tête d'une fortune très importante, évaluée à 20 à 25 millions de francs, qui lui permet d'acheter, en 1818, le château de Maisons et son domaine à la duchesse de Montebello.
Il possédait également un château à Meudon et un autre à Breteuil-sur-Iton dans l'Eure, ainsi qu'un hôtel particulier à Paris.
Il a également créé la Caisse générale du commerce et de l'industrie où il fait nommer son frère Martin Laffitte.

### Une carrière politique
Le 8 mai 1815, Jacques Laffitte est élu représentant du commerce à la Chambre des Cent-Jours par le département de la Seine. Il s'abstient de prendre la parole à la tribune et vote avec le parti constitutionnel libéral.

#### Un opposant actif et respecté à la Restauration

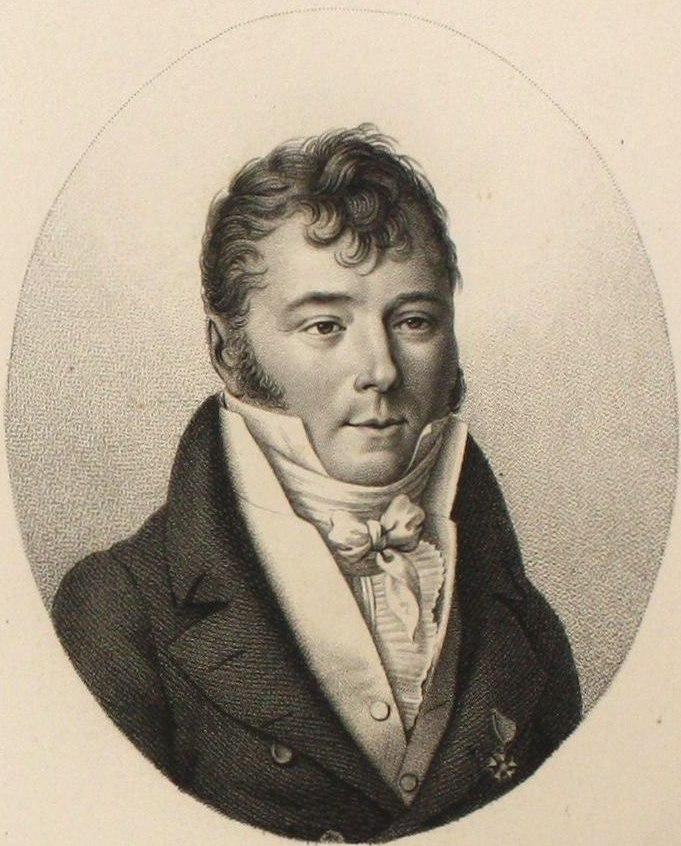
Portrait gravé de Laffitte.

Réélu comme député de la Seine par le collège de département le 4 octobre 1816, Laffitte prend dès lors place à gauche et se spécialise dans les matières financières, prononçant de remarquables discours dont le gouvernement faisait le plus grand cas, quoique l'orateur siégeât sur les bancs de l'opposition. Ainsi, lorsque le duc de Richelieu crée une commission de finances pour parer à la pénurie du trésor, Louis XVIII désigne Laffitte pour en faire partie. Il se prononça alors contre le système des emprunts forcés, contre les cédules hypothécaires et repousse, de manière générale, tout système de prélèvements obligatoires susceptible de porter atteinte à la confiance publique.
Réélu député le 20 septembre 1817, il reprend place dans l'opposition et se signale par son ardeur à défendre la liberté de la presse. Défenseur inlassable des libertés publiques, il blâme à la tribune la répression sanglante des émeutes, dont celle qui coûta la vie à un jeune étudiant, Nicolas Lallemand, assassiné par un garde royal, lors des manifestations du 3 juin 1820 contre la loi du double-vote. Le député Laffitte lut à la tribune de la Chambre une lettre du père de la victime, un marchand grainetier de la rue du Petit Carreau qui réfutait la version donnée par les journaux officiels sur les circonstances de la mort de son fils.
Jacques Laffitte vote contre le nouveau système électoral, et réclame vainement l'expression d'un vœu formel, dans une adresse au roi, pour le maintien de la législation en vigueur.
À la suite des agitations violentes du mois de juin, une conspiration est déjouée le 19 août 1820 par la police royale. L'histoire retiendra le nom de Complot du Bazar français, du fait que les conjurés se réunissaient dans une galerie marchande, rue Cadet, à Paris, portant ce nom et appartenant à un colonel en non-activité, Antoine Louis Sauset, vétéran impérial. Des dizaines de militaires et d'officiers à la demi-solde furent arrêtées. Accusés de haute trahison, la Cour des pairs fut chargé de juger les prévenus. Si le général Lafayette fut soupçonné d'être l'un des chefs politiques du projet insurrectionnel, le nom du banquier Laffitte fut cité comme celui de financier du complot avec les industriels de l'Est, Jacques Koechlin ou Marc-René Voyer d'Argenson. Touchant les hautes sphères de l'opposition libérale, l'affaire fut étouffée et seuls, les contumax furent condamnés à mort, comme l'avocat grenoblois Joseph Rey.
En 1825, Jacques Laffitte inaugura la souscription pour les enfants du général Foy par un don de 50 000 francs.
Son mandat de député lui est renouvelé par les électeurs du 2e arrondissement de Paris le 9 mai 1822. Il développe alors à la tribune un remarquable exposé de la situation politique et financière du pays, se prononce avec force contre l'expédition d'Espagne (1823), mais soutient le ministère Villèle dans son opération de réduction des rentes. Il justifie son adhésion à cette mesure, qui fut vivement blâmée par ses amis politiques, par son souci d'alléger les charges du peuple.
Aux élections du 25 février 1824, il échoua de peu dans le 2e arrondissement de Paris. En juin 1825, il devient actionnaire du journal saint-simonien Le Producteur. Il est renvoyé à la Chambre, le 29 mars 1827, par le 3e arrondissement des Basses-Pyrénées (Bayonne). Il est réélu aux élections générales du 17 novembre suivant, à la fois dans le 2e arrondissement de Paris et dans le collège de département des Basses-Pyrénées.
Après la dissolution de la garde nationale de Paris, Laffitte se fait l'interprète de la fraction la plus avancée de l'opposition parlementaire en réclamant la mise en accusation des ministres. Le 26 janvier 1828, il donne sa fille Albine en mariage à Napoléon Joseph Ney (1803–1857), prince de la Moskowa, fils du maréchal Ney. Cette alliance flatte le sentiment populaire tout en contribuant à lui concilier la bourgeoisie.
Il fut encore réélu le 12 juillet 1830 dans le 3e arrondissement des Basses-Pyrénées après avoir combattu de toutes ses forces le ministère Polignac.

#### Un rôle décisif durant la révolution de 1830

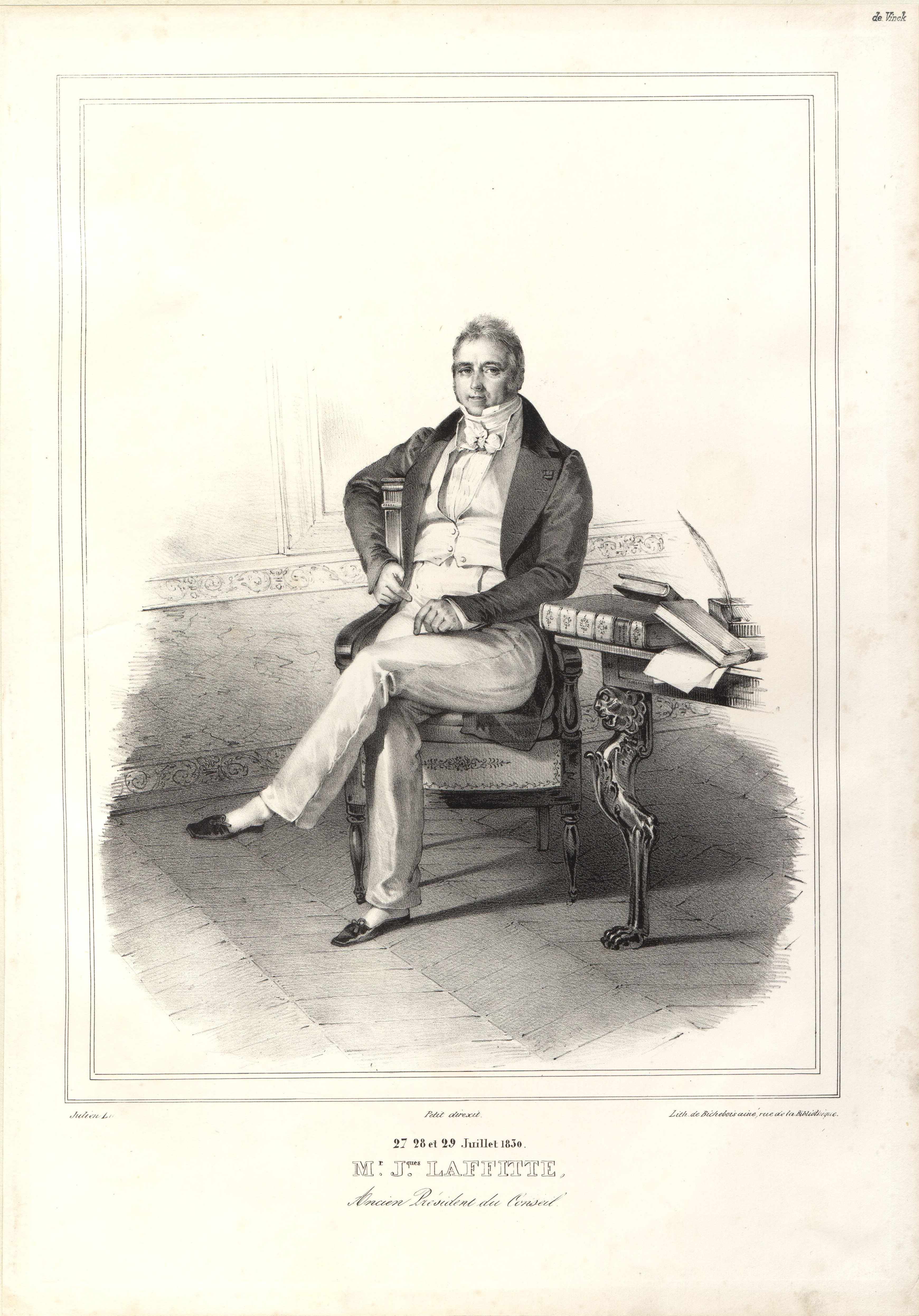
27 28 et 29 juillet 1830. M.r Jacques Laffitte, Ancien Président du Conseil - (estampe).

Sans se montrer ouvertement hostile à la branche aînée de la maison de Bourbon, Laffitte fut l'un des premiers à songer à placer, le cas échéant, la couronne sur la tête du duc d'Orléans. Pendant plusieurs années, il caressa ce projet et s'efforça de le faire avancer, notamment en recrutant des partisans au prince. Il était ainsi parfaitement préparé à jouer un rôle décisif au moment des « Trois Glorieuses » en prenant la tête de la résistance parlementaire. Son influence à ce moment-là le fit surnommer le « Warwick français » et honorer, comme le personnage historique anglais, comme « faiseur de roi ».
Le 28 juillet 1830, à peine rentré de sa propriété de Breteuil-sur-Iton, il est le premier à engager des démarches auprès du duc d’Orléans. Au Palais-Royal, il prend contact avec le secrétaire des commandements du duc, Oudard, qui transmet à Louis-Philippe, à Neuilly, un message promettant au prince que Laffitte travaillerait pour lui sans le compromettre, mais lui recommandant de « ne pas se compromettre lui-même en se faisant prendre dans les filets de Saint-Cloud ». Il fut l'un des signataires de la protestation des députés, adoptée la veille, contre les Ordonnances de Juillet, au moment où arrivait de Saint-Cloud l'ordre de l'arrêter.
À midi, il est au nombre des députés qui se retrouvèrent chez Pierre-François Audry de Puyraveau, et, avec les généraux Mouton et Gérard, les députés Mauguin et Casimir Perier, il se rend en début d'après-midi au palais des Tuileries pour demander au maréchal Marmont, duc de Raguse, d'arrêter l'effusion de sang.
Devant le refus de Marmont, Laffitte se range sans réserve du côté des émeutiers et fait de son hôtel le quartier général de l'insurrection, sans rien négliger pour en assurer le succès.
Dans la matinée du 29 juillet, Laffitte envoya Oudard à Neuilly pour dire au duc d’Orléans qu’il était urgent qu’il prît position et réunit chez lui députés et journalistes. C'est lors de cette réunion que fut décidée la création d'une commission municipale provisoire plutôt que d'un véritable gouvernement provisoire. Il refusa d'en faire partie, préférant se réserver pour un rôle national.
Le 30 juillet, il prend l'initiative de faire proposer au duc d'Orléans la lieutenance générale du royaume : ce titre est officiellement conféré au prince le soir même, dans une réunion des députés tenue au palais Bourbon. Dès l’aube, avec l'aide de Thiers et la bienveillante complicité de Talleyrand qui, depuis quelque temps mise sur le duc d’Orléans pour sauver la monarchie constitutionnelle, Laffitte dirige la manœuvre en faveur de Louis-Philippe. Il reçoit chez lui les trois rédacteurs du National : Thiers, Mignet, Carrel. Il ne craignait pas la menace bonapartiste, car le duc de Reichstadt était en Autriche et la quasi-totalité des dignitaires de l’Empire s'étaient ralliés à la monarchie, mais il redoutait qu’avec l’arrivée incessante du duc de Mortemart, que Charles X venait de nommer président du Conseil en remplacement du prince de Polignac, les députés ne se laissent séduire par une régence assortie de la proclamation du petit-fils de Charles X, le duc de Bordeaux, sous le nom de Henri V.
Pour prendre cette solution de vitesse, ils décident de proclamer sans attendre le duc d’Orléans : rédigé par Thiers et Mignet, le texte est imprimé sous forme d’affiche dans les ateliers du National et placardé partout dans Paris pour que les Parisiens le découvrent à leur réveil.

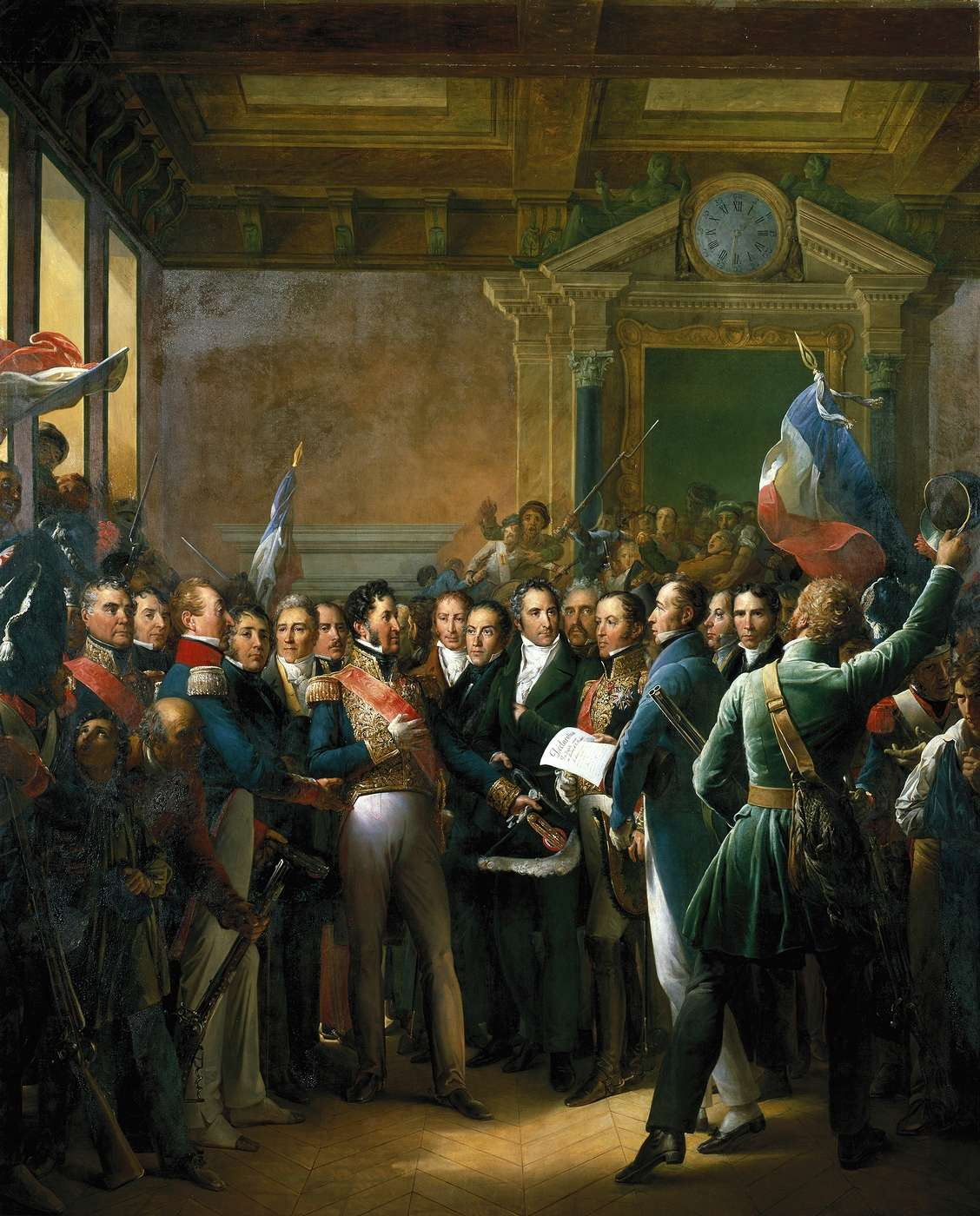
Lecture à l'Hôtel de Ville de Paris de la Déclaration des Députés et de la Proclamation du Duc d'Orléans, lieutenant général du Royaume (31 juillet 1830), aux côtés de Jacques Laffitte.

Le 31 juillet, Laffitte préside une nouvelle réunion parlementaire, et obtient la rédaction d'une adresse que la Chambre en corps alla porter au Palais-Royal. Fort loin de se rallier à la république, que l'entourage de La Fayette avait encore l'espoir de voir proclamer avec le concours du général, Laffitte sut parer habilement à ce risque en conseillant à Louis-Philippe de se rendre à l'hôtel de ville pour y recevoir l'onction du « héros des deux mondes ». Blessé à la jambe, il accompagne le cortège du duc d'Orléans, porté dans une chaise par deux Savoyards, et les passants purent remarquer l'affectation de familiarité et de bienveillance avec laquelle Louis-Philippe s'entretenait avec lui en cheminant.
Le 3 août, la Chambre des députés élit comme président le banquier Casimir Perier, mais celui-ci laisse Laffitte, arrivé en deuxième position et élu vice-président, exercer cette fonction à sa place.
C'est donc sous sa présidence que le trône est déclaré vacant, que la Charte est modifiée et la royauté décernée à Louis-Philippe. Le 7 août, Laffitte lit au nouveau roi la déclaration de la Chambre et l'acte constitutionnel. Le 9 août, il préside la séance au cours de laquelle le roi des Français prête serment.
En 1830, Laffite finança également le journal Le National et fonda la loge « Les trois jours » à l'Orient de Paris, dont il fut le vénérable.

#### Les responsabilités gouvernementales
Le 11 août 1830, Jacques Laffitte entre comme ministre sans portefeuille dans le premier ministère du règne de Louis-Philippe Ier. En raison de cette nomination, il doit se représenter devant ses électeurs qui lui renouvellent leur confiance le 21 octobre 1830. Cette équipe hétéroclite, dépourvue de président du Conseil, ne tarde pas à se disloquer sous l'effet des tiraillements internes entre parti de l'ordre et parti du mouvement (V. Partis politiques sous la monarchie de Juillet).
Laffite s'offre alors pour coordonner les ministres avec la qualité de président du Conseil, ce qui entraîne la démission immédiate des doctrinaires Guizot et de Broglie.
Louis-Philippe prend Laffitte au mot en le chargeant de former le nouveau ministère : « Si le chef doit être M. Laffitte, dit-il au duc de Broglie, j'y consens pourvu qu'il soit chargé lui-même de choisir ses collègues, et je préviens d'avance que, ne partageant pas son opinion, je ne saurais lui promettre de lui prêter secours. » Alors que s'approchait l'échéance du procès des ministres de Charles X, réclamé par la gauche, le roi entendait lever l'hypothèque républicaine et libérale. Il confia à l'ambassadeur d'Angleterre, Lord Stuart de Rothesay, « qu'il a encore deux médecines à prendre », c'est-à-dire Jacques Laffitte (libéral) et Odilon Barrot (républicain).
Laffitte, de son côté, avec une naïveté certaine, crut Louis-Philippe sincèrement partisan du mouvement alors que, beaucoup plus proche des doctrinaires et de leur théorie de la « quasi-légitimité » de la nouvelle royauté, il se défiait de l'esprit démocratique et de l'agitation qu'il l'accusait d'entretenir. Intime du roi des Français, Laffitte s'imagina en outre que celui-ci nourrissait pour lui une véritable sympathie parce qu'il l'accablait de marques publiques d'amitié.
Le ministère fut constitué le 2 novembre après de longues tractations et d'interminables conseils des ministres (V. Gouvernement de Jacques Laffitte). Laffitte était président du Conseil et ministre des Finances.
Figure emblématique du parti du mouvement, Laffitte voulait voir évoluer le régime issu des Trois Glorieuses vers le parlementarisme, et en définitive vers la démocratie. Pour cela, il n'entendait pas contrarier les forces révolutionnaires qui continuaient d'agiter le pays. Cette politique s'accordait à son tempérament : obsédé par sa propre popularité, Laffitte se garde de la compromettre par des mesures répressives. Mais elle ne convenait pas du tout au roi, qui, tout en affichant avec le président du Conseil une amitié de façade, travaillait en sous-main à le discréditer.
La tâche de Laffitte fut d'autant plus difficile car le procès des ministres de Charles X (15–21 décembre 1830), qu'il organisa avec le ministre de l'Intérieur le comte de Montalivet, où les accusés furent condamnés à la détention perpétuelle, provoqua une émeute. Le cabinet fut contraint de prendre des mesures répressives et conservatrices qui lui aliènent bientôt la gauche, sans lui concilier pour autant la droite : loi conférant au roi la nomination directe des municipalités, loi sur la presse, maintien du cens électoral à 300 francs, loi sur la liste civile, démission de La Fayette de la garde nationale, troubles du 14 février 1831, qui entraînèrent le départ du préfet de police, Jean-Jacques Baude, et du préfet de la Seine, Odilon Barrot… Autant d'événements qui rendirent la position de Laffitte impossible à tenir, tant vis-à-vis de l'opinion que vis-à-vis du roi.
Le 8 mars 1831, Joseph Mérilhou démissionne du ministère, le jugeant insuffisamment favorable au mouvement.
Le Gouvernement était confronté à une agitation permanente et à une situation quasi-insurrectionnelle dans Paris, et ne faisait presque rien pour tenter de rétablir l'ordre. Louis-Philippe réfléchissait à la constitution d'un nouveau ministère et prévoyait d'appeler un éminent représentant du parti de l'ordre en la personne de Casimir Perier. Mais au préalable, le roi devait précipiter la chute de Laffitte. Celui-ci ne se doutait de rien, aveuglé par les protestations d'amitié de Louis-Philippe, qui n'hésitait pas à lui déclarer : « Il n'y a qu'une chose impossible entre nous, c'est que nous ne soyons pas toujours ensemble. »
Les affaires italiennes deviennent le prétexte de la séparation. Le maréchal Maison, de son ambassade de Vienne, avait envoyé une note, parvenue à Paris le 4 mars, dans laquelle il indiquait que l'Autriche s'apprêtait à intervenir militairement pour réprimer l'insurrection italienne. Cette perspective ne déplaisait pas à Louis-Philippe, qui ne voyait pas sans inquiétude deux fils de Louis Bonaparte — Napoléon-Louis Bonaparte et Louis-Napoléon Bonaparte — combattre dans les rangs des insurgés italiens.
Lorsque le ministre des Affaires étrangères, le général Sébastiani, lui transmet la note du maréchal Maison, Louis-Philippe lui interdit de la communiquer à Laffitte (naturellement favorable aux insurgés italiens) qui en apprend l'existence dans Le National du 8 mars. Laffitte, indigné, demande des explications à Sébastiani qui doit avouer qu'il avait agi sur ordre du roi. Le président du Conseil se précipite alors chez celui-ci, à qui il expose ses projets d'intervention militaire en Italie. Louis-Philippe, feignant de se retrancher derrière ses prérogatives de monarque constitutionnel, l'invite à faire délibérer sur cette question le Conseil des ministres, qui se réunit le lendemain 9 mars. Laffitte y développe son programme, mais est unanimement désavoué par ses collègues, dont la plupart avaient déjà négocié leurs places dans le futur cabinet. Il ne restait plus qu'à lui arracher sa démission, qu'il mit d'ailleurs de la mauvaise grâce à donner. Le 13 mars 1831, il cède la place au gouvernement Casimir Perier.

#### Une opposition constante à Louis-Philippe
La démission de Laffitte le réconcilie avec l'opposition, dans les rangs de laquelle il revient siéger à la Chambre. Il est réélu député à Bayonne le 5 juillet 1831 et, le même jour, dans le 2e arrondissement de Paris. Il opte pour Bayonne et est remplacé à Paris par M. Lefebvre.
Il ne s'en faut que d'une voix pour qu'il succédât à Casimir Perier à la présidence de la Chambre, où il est battu par Amédée Girod de l'Ain le 1er août 1831. Siégeant à gauche, il combat tous les ministères qui succèdent au sien durant la monarchie de juillet. Il signe le compte rendu de 1832 et fait partie, le 6 juin, avec François Arago et Odilon Barrot, de la délégation qui se rend au palais des Tuileries pour engager le roi à donner à son gouvernement une direction plus populaire.
Le 21 juin 1834, il est battu à Bayonne et dans le 2e arrondissement de Paris, mais il est élu dans la Loire-Inférieure (Pont-Rousseau), dans la Seine-Inférieure (Rouen) et en Vendée (Bourbon-Vendée).
Il est à nouveau battu dans le 2e arrondissement de Paris le 4 novembre 1837, mais élu le 8 février 1838 dans le 6e, où un siège avait été libéré par François Arago, qui avait opté pour Perpignan. Il est ensuite successivement réélu le 2 mars 1839 dans le 3e collège de la Seine-Inférieure (Rouen), puis le 9 juillet 1842 dans la même circonscription.
Au long de ces législatures successives, Laffitte ne cessa de voter avec l'opposition dynastique et se montre très préoccupé de se faire pardonner le concours qu'il avait prêté, naguère, à l'établissement de la monarchie de Juillet. Il déclare : « Je demande pardon à Dieu et aux hommes d'avoir concouru à la révolution de Juillet. » Dans un banquet politique à Rouen, il dit aussi : « Si je fus le partisan le plus vrai de la royauté nouvelle, je ne suis pas cependant créancier de son élévation ; car dans une circonstance aussi grave, je ne vis que l'intérêt général ».
En 1844, présidant comme doyen d'âge à l'ouverture de la session parlementaire, il prononce un discours, troublé par les interruptions hostiles des centres, dans lequel il insistait sur la nécessité de tenir les « promesses » de la Révolution de Juillet.

### De sérieux revers de fortune

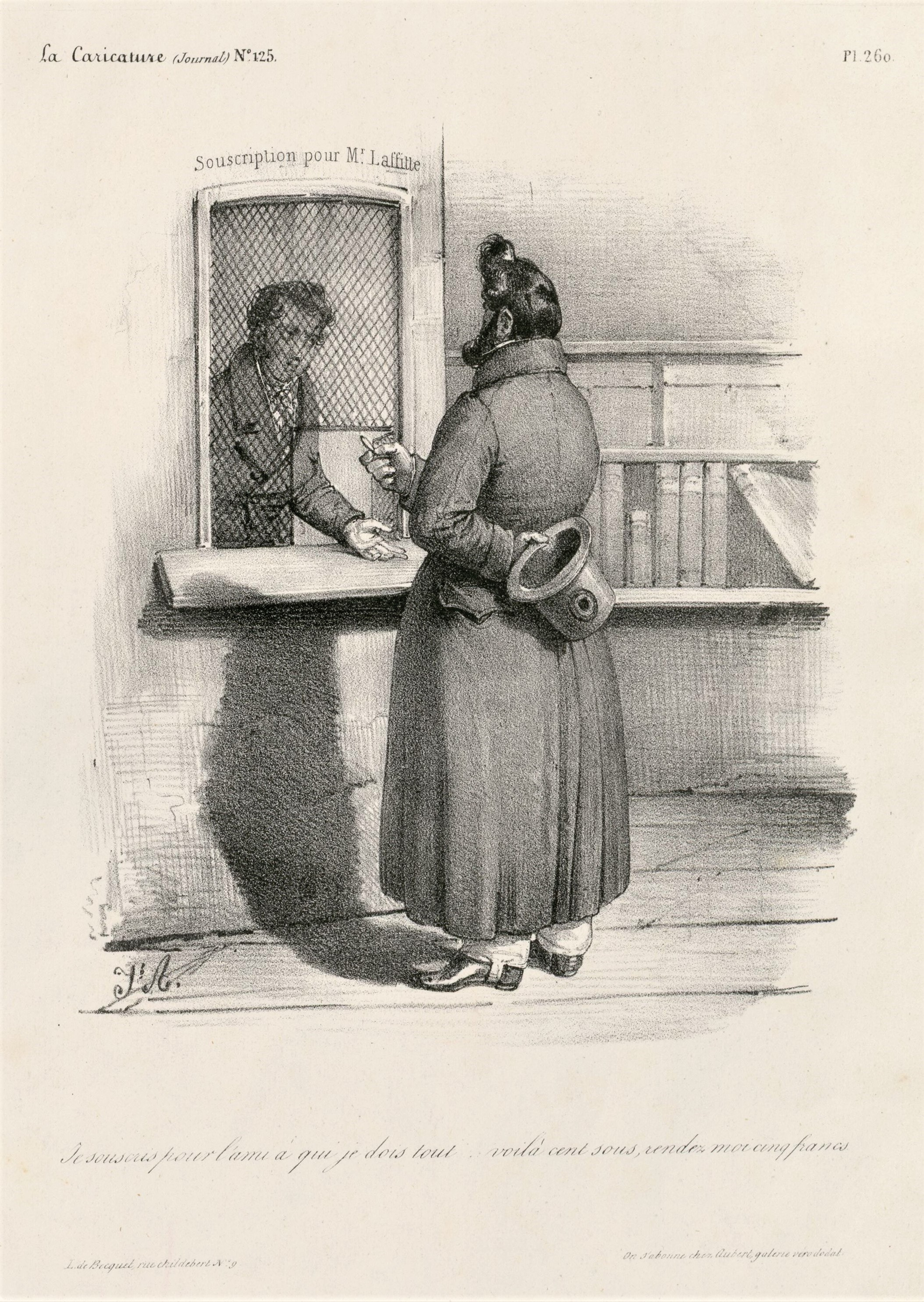
"Je souscris pour l'ami à qui je dois tout.... voilà cent sous, rendez moi cinq francs.", déclare Louis-Philippe, qui tient derrière son dos son chapeau à cocarde tricolore, au jeune homme qui est derrière le guichet de la "Souscription pour M.r Laffite"

Paradoxalement, l'arrivée au pouvoir de Louis-Philippe, que Laffitte avait tant désirée et tant contribué à préparer, marque pour lui le début d'une série de revers politiques et personnels.
La politique l'avait entraîné à des dépenses importantes. De plus, sa banque avait prêté à des industriels ou à des sociétés immobilières qui avaient fait faillite et n'avaient pu le rembourser. Pour tenter de rétablir ses affaires, il doit vendre au roi, pour dix millions (Alexandre Dumas parle de 8 millions dans ses Mémoires), sa forêt de Breteuil, l'un des joyaux de son patrimoine, mais malgré cela, lorsqu'il quitte le gouvernement, il est quasiment ruiné et ses adversaires politiques raillaient « Jacques La Faillite », voulant voir dans son incapacité à gérer sa fortune celle de conduire le pays.
Il se trouve dans l'obligation de liquider sa banque le 28 janvier 1831. Il n'échappe à la faillite que grâce à une avance consentie par la Banque de France et garantie sur ses biens propres. Son épouse est même amenée à vendre ses diamants.
L'avance dont il bénéficie lui donne un délai qui lui permet d'organiser la vente de son hôtel particulier parisien (1833), ainsi que d'une partie du parc de son domaine de Maisons. Son hôtel particulier lui fut conservé par une souscription nationale.
En 1833, il procède au morcellement du grand parc du château de Maisons sur le modèle des lotissements paysagers anglais. Il fait de Maisons une ville composée de maisons de campagne acquises le plus souvent par des parisiens fortunés appartenant aux milieux des affaires et du spectacle et attirés par une importante campagne publicitaire. Laffitte fait démolir les écuries du château afin d'en récupérer les pierres pour la construction des villas du parc. Encouragé par son gendre le prince de la Moskowa et son neveu Charles Laffitte, il organise à Maisons les premières courses de chevaux. La ville, appelée Maisons-sur-Seine jusqu'en 1882, prend d'ailleurs son déterminant complémentaire -Lafitte (substitué à -sur-Seine) officiellement après l'urbanisation du parc du château.
En 1836, sa liquidation terminée, il réussit à créer une nouvelle banque d'affaires au capital de 55 millions grâce au système de la commandite, la Caisse générale du commerce et de l'industrie J. Laffitte et Cie, avec son frère Martin et Adolphe Lebaudy à ses côtés comme associés gérants. L'entreprise, destinée à financer le développement des entreprises industrielles, prototype des banques d'affaires qui prirent leur essor dans la seconde moitié du XIXe siècle, n'eut qu'un médiocre succès, et elle tomba tout à fait après la mort de Laffitte. Sa fortune, divisée par cinq à six, était alors estimée à 4 millions.

### Mariage et descendance
En mai 1801, Laffitte épouse Marine-Françoise Laeüt (v. 1783–1849), fille de Jean-Baptiste Laeüt, armateur et négrier havrais originaire de Bayonne.
De cette union nait une fille unique, Albine Étiennette Marguerite Laffitte (Paris, 12 mai 1805 - Paris 9e, 9 février 1881), mariée à Paris le 26 janvier 1828 avec Joseph Napoléon Ney, 2e prince de La Moskowa, général de brigade, député de la Moselle, sénateur du second Empire (1803-1857), fils de Michel Ney, maréchal de France, duc d'Elchingen (1808), prince de la Moskowa (1813), et d'Aglaé Louise Auguié. Dont postérité.

### Décès et obsèques

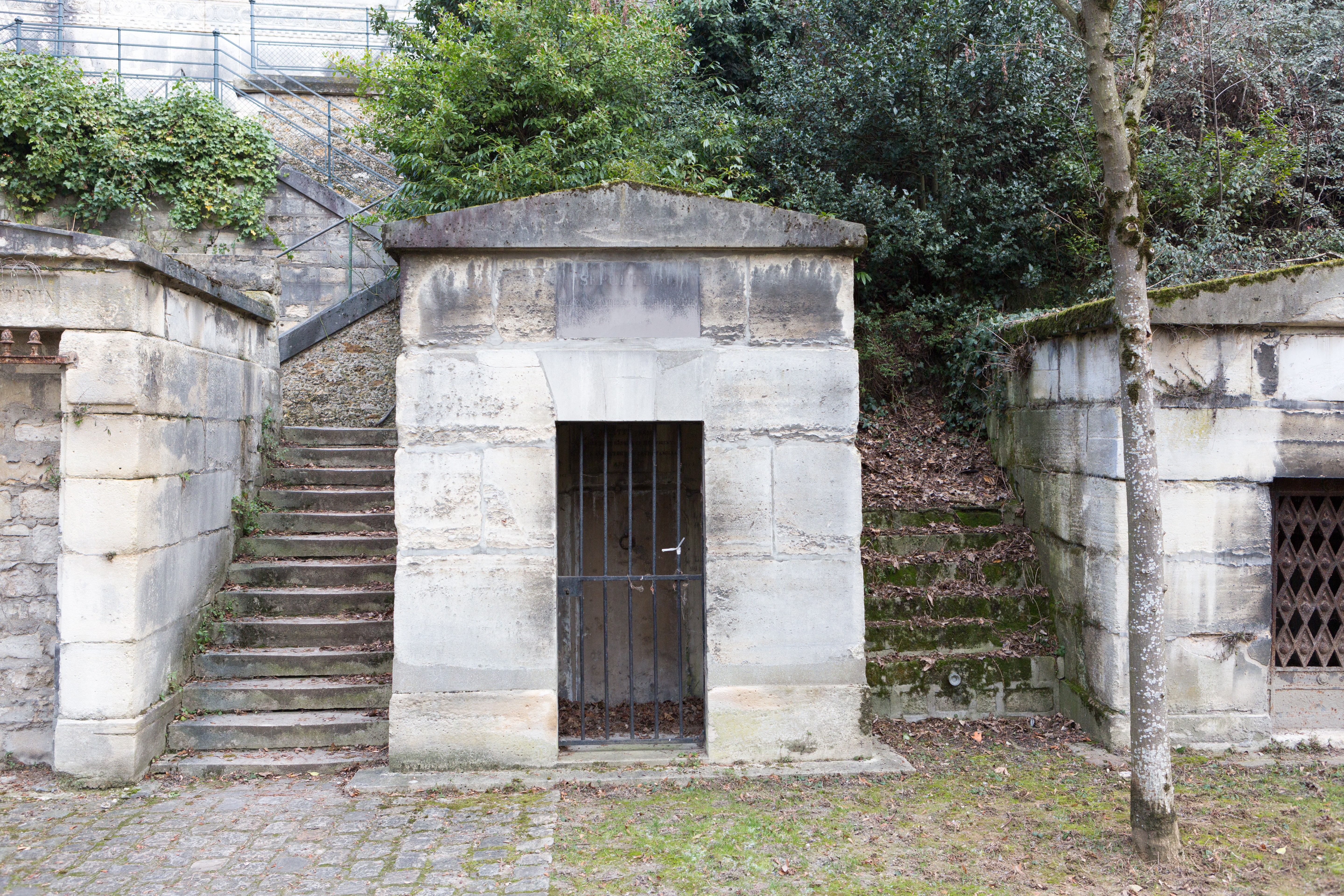
Tombe au cimetière du Père-Lachaise.

Jacques Laffitte mourut à Paris le 26 mai 1844, d'une infection pulmonaire, à l'âge de 77 ans. Plus de 20 000 personnes se pressèrent à ses obsèques. Des discours furent prononcés sur sa tombe par Pierre Laffitte, Arago, Garnier Pagès, Auguste-Théodore Visinet, Philippe Dupin et par un étudiant. Il est inhumé au cimetière du Père-Lachaise (30e division).

## Résidences
- 1810 : 27, rue de Gramont, Paris (2e arrondissement)[11]
- 1815 : 9, puis 11, rue du Montblanc (redevenue en 1816 rue de la Chaussée-d'Antin), Paris (9e arrondissement)
- 1822 : hôtel de Laborde : 19 (aujourd'hui 27), rue d'Artois (devenue en 1830, de son vivant, la rue Laffitte), à l'angle de la rue de Provence, Paris (9e arrondissement)

## Jugements

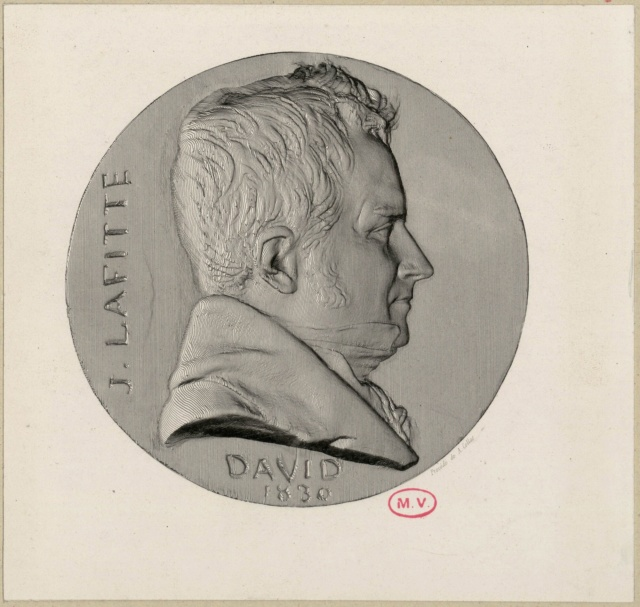
Médaillon représentant Jacques Laffitte.

- « Il n'avait pas de grandes manières, mais des manières agréables, le ton posé et railleur d'un raisonneur de comédie, de la facilité en tout, plus de facilité que de bonté, une vanité que le moindre dépit rendait impertinente, et l'optimisme insouciant d'un homme gâté par la fortune. Il désarmait les juges les plus sévères par une bonhomie assez gracieuse ; mais il irritait les plus patients par sa fatuité et son étourderie. » (Charles de Rémusat)
- « S'il rappelle Necker par sa formation, son optimisme inébranlable et son ivresse de la popularité, Laffitte n'en a pas le recul et l'intelligence. » (Benoît Yvert, Op. cit., p. 97)

## Œuvres
- Mémoires de Laffitte (1767-1844), publiés par Paul Duchon, Paris, Firmin-Didot, 1932.